# Cristina Llovera
Cristina Llovera, född 1 oktober 1996, är en andorransk friidrottare. Hon deltog vid olympiska sommarspelen 2012.